# Локалита Кастелето (Маса-Карара)
Локалита Кастелето је насеље у Италији у округу Маса-Карара, региону Тоскана.
Према процени из 2011. у насељу је живело 2 становника. Насеље се налази на надморској висини од 569 м.